# Vivica Genaux
Vivica Genaux (ur. 10 lipca 1969 w Fairbanks) – amerykańska mezzosopranistka specjalizująca się w repertuarze operowym, zwłaszcza w XIX-wiecznym bel canto, a także w muzyce barokowej.

## Życiorys artystyczny
Urodziła się i wychowała na Alasce. Jej ojciec był profesorem biochemii. W wieku siedemnastu lat wyjechała na University of Rochester w stanie Nowy Jork, żeby studiować genetykę. Po 18 miesiącach zrezygnowała i z polecenia Dorothy Dow, jej nauczycielki śpiewu od 13. roku życia, rozpoczęła naukę na wydziale wokalnym Indiana University w Bloomington. Jej nauczycielami byli między innymi Virginia Zeani i Nicola Rossi-Lemeni. W 1991 uzyskała tytuł Bachelor of Science. W tym okresie odkryła, że lepiej czuje się w repertuarze mezzosopranowym (poprzednio śpiewała partie sopranowe).
W 1992 wyjechała na staż do Włoch, uczestnicząc w programie EPCASO (Ezio Pinza Council for American Singers of Opera), pod artystycznym kierownictwem Claudii Pinzy. Doskonaliła tam warsztat mezzosopranowy. Robert Lombardo, agent Genaux, zorganizował jej następnie kilka przesłuchań w Stanach Zjednoczonych, które zaowocowały pierwszym kontraktem. Profesjonalny debiut miał miejsce na deskach Florentine Opera w październiku 1994. Wykonała wtedy partię Isabelli we Włoszce w Algierze.
W początkach swojej profesjonalnej kariery wykonywała głównie repertuar Rossiniego, później zwróciła się ku muzyce barokowej. Przełomem było spotkanie z René Jacobsem, które zaowocowało wystawieniem opery Johanna Adolfa Hasse'a – Solimano. Premiera miała miejsce w Staatsoper Unter den Linden w Berlinie w 1999.

## Repertuar
Do jej ulubionych ról należą: Isabella we Włoszce w Algierze, Selim w Solimano czy Angelina z Kopciuszka.
Koncertowała z takimi zespołami jak Akademie für Alte Musik Berlin, La Cetra, Il Complesso Barocco, Concerto Italiano, Concerto Köln, Europa Galante, Freiburger Barockorchester, Les Talens Lyriques, Venice Baroque Orchestra, Les Violons du Roy, Orchestre National de France czy Orchestre National du Capitole de Toulouse.
Występowała na wielu różnych festiwalach na całym świecie, w tym w Polsce. W ramach cyklu Opera Rara 23 stycznia 2009 wystąpiła w Krakowie w filharmonii w roli Antiope w operze Vivaldiego – Ercole su’l Termodonte. 5 kwietnia 2010 na festiwalu Misteria Paschalia zaprezentowała razem z Fabiem Biondim i zespołem Europa Galante repertuar składający się z najpiękniejszych arii z oratoriów i oper Vivaldiego. Występ promował wspólny album artystów – Pyrotechnics.
W 2004 powstał film dokumentalny poświęcony artystce – A Voice Out of the Cold.

## Nagrody
Dwa z jej nagrań były nominowane do Grammy – Arias for Farinelli w 2002 w kategorii Best Classical Vocal Performance oraz Bajazet w 2005 w kategorii Best Opera Recording. W 2002 nagranie opery Arminio zostało uhonorowane nagrodą International Handel Recording Prize.
W 1997 zdobyła prestiżową ARIA Award. W 1999 na Dresden Music Festival otrzymała wyróżnienie Artist of the Year. W 2008 Pittsburgh Opera uhonorowała artystkę wyróżnieniem Maecenas Award, a w 2007 otrzymała ufundowaną przez New York City Opera Christopher Keene Award.
Jest również laureatką Marie Z. Uihlein Artist Prize przyznawaną przez Florentine Opera oraz Opera CD Classics – Città di Mondovi.

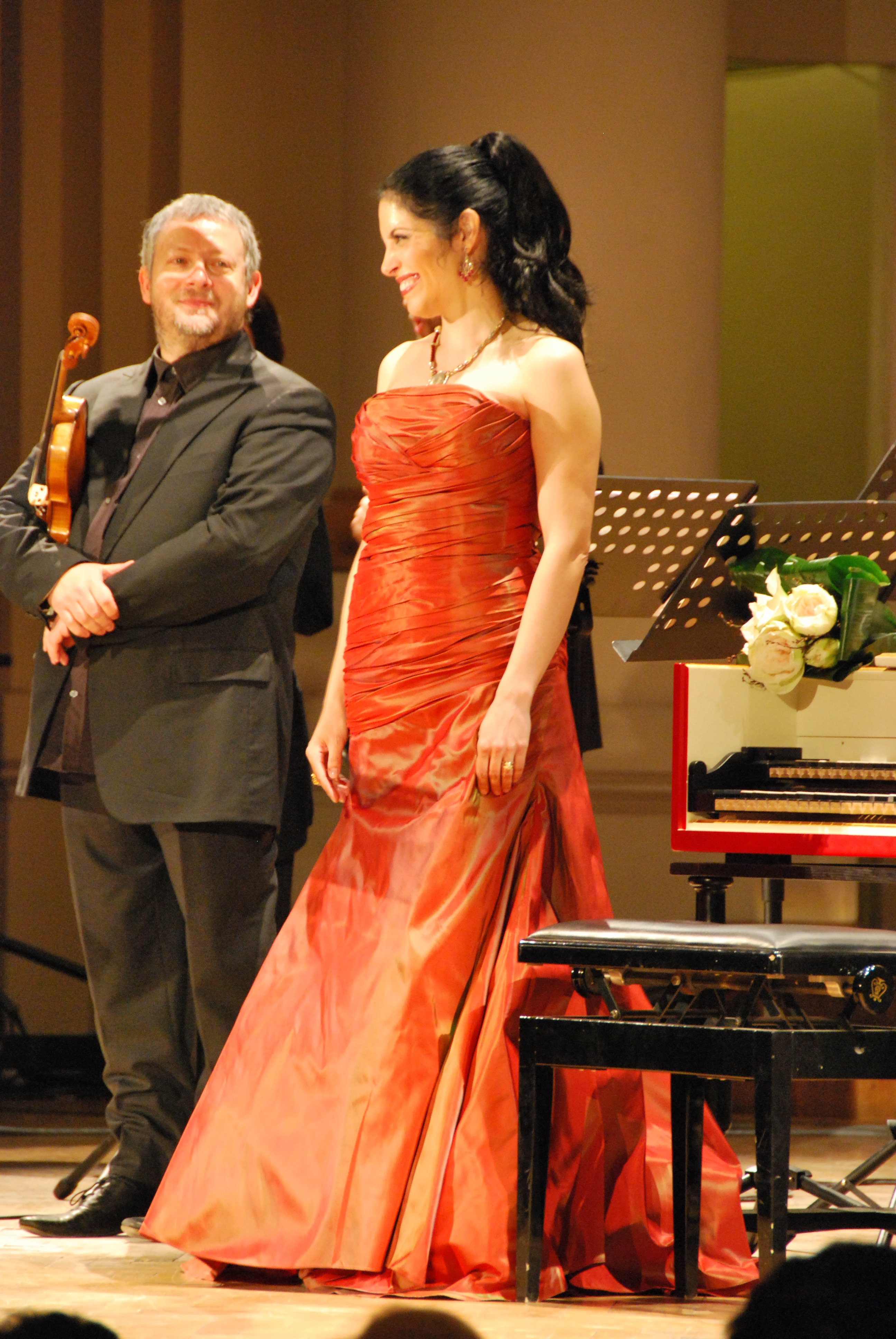
Vivica Genaux razem z Fabiem Biondim podczas festiwalu Misteria Paschalia 2010

## Dyskografia
Opracowano na podstawie.

### Albumy solowe i opery

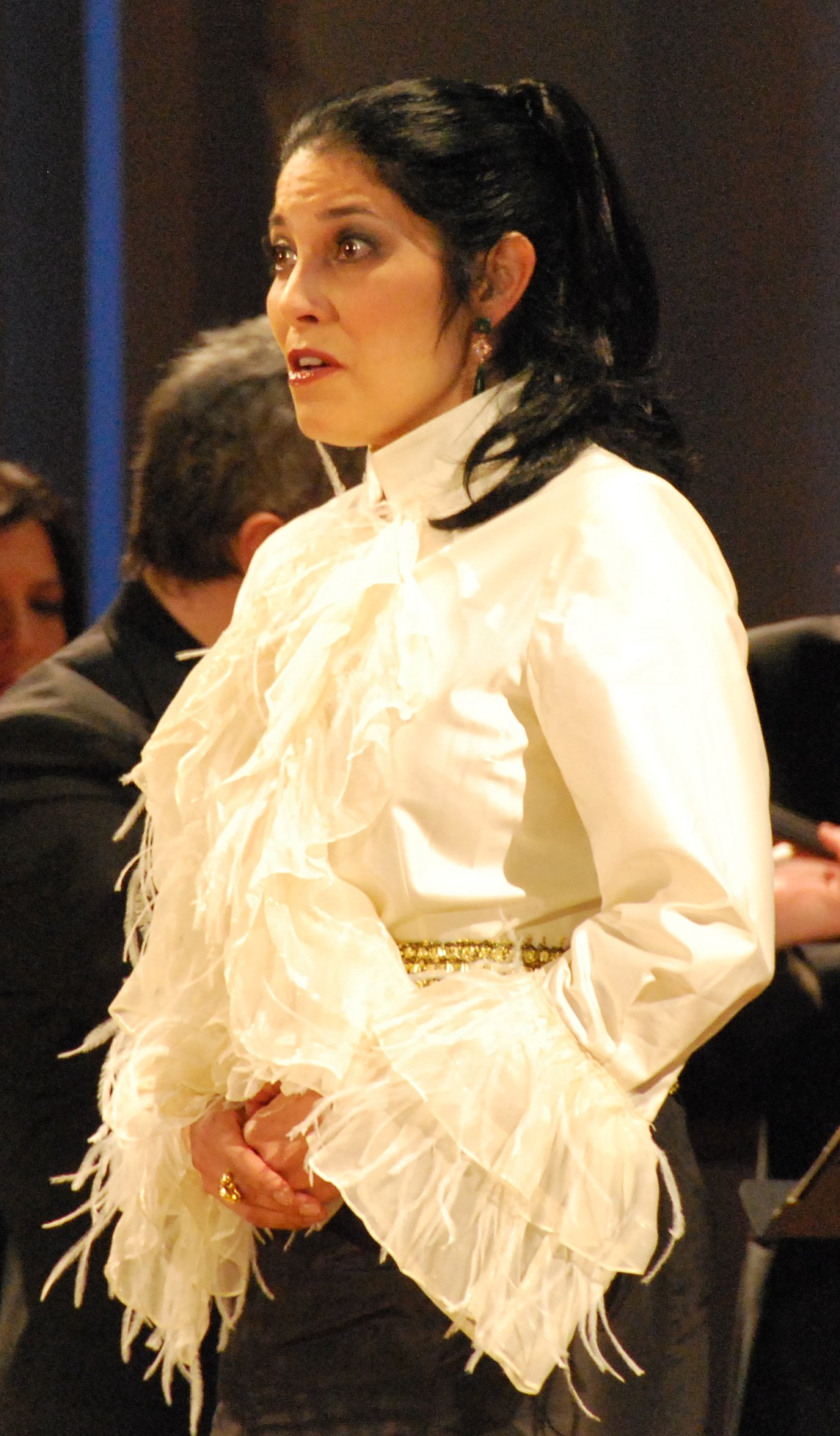
Vivica Genaux – Misteria Paschalia 2010

- 1998 – Before All Beginning (MMC Chamber Music, Vol. 4), William Thomas McKinley, Elliott Miles McKinley, Jackson Hill, David Stock – Michael Ellison; The Pittsburgh New Music Ensemble pod dyrekcją Davida Stocka; materiał zarejestrowany w maju 1995; MMC Recordings MMC2061 (1 CD)
- 1998 – Rossiniana (arie z Cyrulika sewilskiego, Włoszki w Algierze, Kopciuszka) – Juan Diego Flórez, Nicola Ulvieri, Orchestra Sinfonica di Milano Giuseppe Verdi pod dyrekcją Manlio Benziego; materiał zarejestrowany 14 listopada 1997 na żywo; Agorá Musica 164.1 (1 CD)
- 1999 – Alahor in Granata, Gaetano Donizetti – Patrizia Pace, Soraya Chaves, Juan Diego Flórez, Simone Alaimo, Rubén Amoretti; Orquesta Ciudad de Granada, Coro del Teatro de la Maestranza pod dyrekcją Josepa Ponsa; materiał zarejestrowany w październiku 1998 na żywo; Almaviva DS-0125 (2 CD)
- 1999 – An Evening of Arias and Songs  – Martin Dubé (fortepian); materiał zarejestrowany w marcu 1999 na żywo w Carnegie Music Hall w Pittsburghu; Epcaso 93515 04012 (1 CD)
- 2001 – Arminio, Georg Friedrich Händel – Geraldine McGreevy, Dominique Labelle, Manuela Custer, Luigi Petroni, Sytse Buwalda, Riccardo Ristori; Il Complesso Barocco pod dyrekcją Alana Curtisa; premiera światowa; materiał zarejestrowany na lipcu i sierpniu 2001; Virgin Veritas 5 45461 2 (2 CD)
- 2002 – Arias for Farinelli – Akademie für Alte Musik pod dyrekcją René Jacobsa; materiał zarejestrowany w styczniu 2002; Harmonia Mundi HMC 901778 (1 CD)
- 2003 – Rinaldo, Georg Friedrich Händel – rola tytułowa, Inga Kalna, Miah Persson, Dominique Visse, Lawrence Zazzo, James Rutherford; orkiestra pod dyrekcją René Jacobs; materiał zarejestrowany w sierpniu 2002; Harmonia Mundi HMC 901796.98 (3 CD)
- 2003 – Bel Canto Arias, Gaetano Donizetti, Gioacchino Rossini (arie z oper Kopciuszek, Cyrulik sewilski, La Donna Del Lago, Włoszka w Algierze, Semiramide, Anna Boleyn, Lucrezia Borgia, Alahor in Granata) – Ensemble Orchestral de Paris pod dyrekcją Johna Nelsona; materiał zarejestrowany w październiku 2002 i kwietniu 2003; Virgin Classics US/UK 7243 5 45615 2 8, pozostała część Europy: 545545 2 (1 CD)
- 2004 – La Santissima Trinità, Alessandro Scarlatti – jako Teologia; Véronique Gens, Roberta Invernizzi, Paul Agnew, Carlo Lepore; Europa Galante pod dyrekcją Fabio Biondiego; premiera światowa; materiał zarejestrowany w październiku 2003; Virgin Veritas 5456662 (1 CD)
- 2005 – Bajazet, Antonio Vivaldi – jako Irene; Patrizia Ciofi, Elina Garanča, Marijana Mijanović, David Daniels, Ildebrando D’Arcangelo; Europa Galante pod dyrekcją Fabio Biondiego; materiał zarejestrowany w kwietniu 2004; Virgin Veritas 45676-2 (2 CD)
- 2006 – Handel & Hasse Arias & Cantatas, Georg Friedrich Händel, Johann Adolf Hasse (arie i kantaty z dzieł Splenda l’alba in oriente, Alcina & Orlando, La Scusa, Arminio) – Les Violons du Roy pod dyrekcją Bernarda Labadie; materiał zarejestrowany w marcu 2005; Virgin Classics (1 CD) 7243 5 45737 2 9
- 2007 – Atenaide, Antonio Vivaldi – jako Teodosio; Sandrine Piau, Guillemette Laurens, Romina Basso, Nathalie Stutzmann, Paul Agnew, Franco Ferrari; Modo Antiquo pod dyrekcją Federica Marii Sardelliego; materiał zarejestrowany w kwietniu 2007; Naïve, B000SNUMCA (3 CD)
- 2009 – Pyrotechnics – Vivaldi Opera Arias, Antonio Vivaldi – Europa Galante pod dyrekcją Fabio Biondiego; materiał zarejestrowany w grudniu 2008; Virgin Classics 50999 6945730 2 (1 CD)
- 2009 – Ercole su'l Termodonte, Antonio Vivaldi – Europa Galante pod dyrekcją Fabio Biondiego; Diana Damrau, Patrizia Ciofi, Joyce DiDonato, Romina Basso, Philippe Jaroussky, Rolando Villazón, Topi Lehtipuu; materiał zarejestrowany w lipcu 2008 i styczniu 2009; Virgin Classics 5099969454509
- 2010 – Sanctus Petrus et Sancta Maria Magdalena, Johann Adolf Hasse – jako Maria Salome; Kirsten Blaise, Heidrun Kordes; Jacek Laszczkowski, Terry Wey; chór i orkiestra Ludwigsburger Schlossfestspiele pod dyrekcją Michaela Hofstettera; materiał zarejestrowany w listopadzie 2008; Oehms Classics OC 950

### Kompilacje
- 2002 – 20 Jahre: Akademie für alte Musik Berlin – Akademie für Alte Musik pod dyrekcją René Jacobsa; materiał zarejestrowany w styczniu 2002; Harmonia Mundi HMX 2901795
- 2007 – Opera: New Generation – Ensemble Orchestral de Paris pod dyrekcją Johna Nelsona; materiał zarejestrowany w październiku 2002 i kwietniu 2003; Virgin Classics 85755 (2 CD)

### DVD
- 2004 – A Voice Out of the Cold - Vivica Genaux – film Stefana Pannena i Clausa Wischmanna w koprodukcji z ZDF/arte; Akademie für Alte Musik pod dyrekcją René Jacobsa; Fanfaire (DVD)
- 2006 – Opera Night: A Live Concert from the Opera – Carlos Alvarez, Isabel Bayrakdarian, Michèle Crider, Tamar Iveri, Edda Moser, Saimir Pirgu, Thomas Quasthoff, Regina Richter, Claudia Rohrbach, Neil Shicoff; Chorus of the Opera Cologne; Gürzenich Orchestra Cologne pod dyrekcją Markusa Stenza; materiał zarejestrowany w lipcu 2005; Arthaus Music 101 105 (1 DVD)
- 2007 – Słaby punkt – film w reżyserii Gregory Hoblita z udziałem m.in. Anthony'ego Hopkinsa, Ryana Goslinga, Davida Strathairna; Vivica Genaux zaśpiewała fragment Ombra fedele an’chio z Idaspe Riccardo Broschiego; New Line Home Entertainment N10703
- 2010 – Il mondo della luna, Joseph Haydn – jako Ernesto; Bernard Richter, Dietrich Henschel, Christina Landshamer, Anja-Nina Bahrmann, Maite Beaumont, Markus Schäfer, Concentus Musicus Wien pod dyrekcją Nikolausa Harnoncourta; materiał zarejestrowany w grudniu 2009; Unitel Classica/C Major A04001523